# Echiniscus punctus
Echiniscus punctus är en djurart som tillhör fylumet trögkrypare, och som beskrevs av McInnes 1995. Echiniscus punctus ingår i släktet Echiniscus och familjen Echiniscidae. Inga underarter finns listade i Catalogue of Life.